# Unione Sportiva Arezzo 1970-1971
Questa voce raccoglie le informazioni riguardanti l'Unione Sportiva Arezzo nelle competizioni ufficiali della stagione 1970-1971.

## Rosa
| N. |                   | Ruolo | Calciatore                |
| -- | ----------------- | ----- | ------------------------- |
|    | Italia (bandiera) | A     | Giovan Battista Benvenuto |
|    | Italia (bandiera) | A     | Giuliano Bertarelli       |
|    | Italia (bandiera) | C     | Pietro Camozzi            |
|    | Italia (bandiera) | C     | Giampaolo Cominato        |
|    | Italia (bandiera) | P     | Gianni Candussi           |
|    | Italia (bandiera) | A     | Vincenzo Damiano          |
|    | Italia (bandiera) | D     | Francesco Giorgini        |
|    | Italia (bandiera) | D     | Luigi Farina              |
|    | Italia (bandiera) | A     | Gian Paolo Galuppi        |
|    | Italia (bandiera) | A     | Francesco Graziani        |
|    | Italia (bandiera) | A     | Gianpaolo Incerti         |

| N. |                   | Ruolo | Calciatore         |
| -- | ----------------- | ----- | ------------------ |
|    | Italia (bandiera) | D     | Romano Micelli     |
|    | Italia (bandiera) | A     | Gaetano Montenegro |
|    | Italia (bandiera) | P     | Aldo Nardin        |
|    | Italia (bandiera) | C     | Sergio Orlandi     |
|    | Italia (bandiera) | D     | Elio Parolini      |
|    | Italia (bandiera) | A     | Enrico Perego      |
|    | Italia (bandiera) | C     | Diego Pupo         |
|    | Italia (bandiera) | C     | Roberto Quadalti   |
|    | Italia (bandiera) | A     | Luigi Tonani       |
|    | Italia (bandiera) | D     | Benvenuto Vergani  |
|    | Italia (bandiera) | D     | Sergio Vezzoso     |

## Risultati

### Serie B

#### Girone di andata
| 20 settembre 1970 1ª giornata | Modena | 2 – 0 | Arezzo |  |

| 27 settembre 1970 2ª giornata | Arezzo | 0 – 1 | Catanzaro |  |

| 4 ottobre 1970 3ª giornata | Mantova | 2 – 1 | Arezzo |  |

| 11 ottobre 1970 4ª giornata | Arezzo | 0 – 0 | Bari |  |

| 18 ottobre 1970 5ª giornata | Massese | 0 – 1 | Arezzo |  |

| 25 ottobre 1970 6ª giornata | Arezzo | 0 – 0 | Brescia |  |

| 1º novembre 1970 7ª giornata | Casertana | 2 – 0 | Arezzo |  |

| 8 novembre 1970 8ª giornata | Arezzo | 1 – 3 | Monza |  |

| 15 novembre 1970 9ª giornata | Ternana | 1 – 0 | Arezzo |  |

| 22 novembre 1970 10ª giornata | Arezzo | 2 – 1 | Livorno |  |

| 29 novembre 1970 11ª giornata | Taranto | 0 – 0 | Arezzo |  |

| 6 dicembre 1970 12ª giornata | Arezzo | 1 – 0 | Reggina |  |

| 13 dicembre 1970 13ª giornata | Novara | 0 – 0 | Arezzo |  |

| 20 dicembre 1970 14ª giornata | Perugia | 2 – 0 | Arezzo |  |

| 27 dicembre 1970 15ª giornata | Arezzo | 4 – 0 | Como |  |

| 3 gennaio 1971 16ª giornata | Palermo | 1 – 0 | Arezzo |  |

| 10 gennaio 1971 17ª giornata | Arezzo | 2 – 1 | Cesena |  |

| 17 gennaio 1971 18ª giornata | Atalanta | 0 – 0 | Arezzo |  |

| 24 gennaio 1971 19ª giornata | Arezzo | 3 – 0 | Pisa |  |

#### Girone di ritorno
| 7 febbraio 1971 20ª giornata | Arezzo | 1 – 1 | Modena |  |

| 14 febbraio 1971 21ª giornata | Catanzaro | 2 – 1 | Arezzo |  |

| 21 febbraio 1971 22ª giornata | Arezzo | 4 – 0 | Mantova |  |

| 28 febbraio 1971 23ª giornata | Bari | 1 – 1 | Arezzo |  |

| 7 marzo 1971 24ª giornata | Arezzo | 2 – 1 | Massese |  |

| 14 marzo 1971 25ª giornata | Brescia | 1 – 1 | Arezzo |  |

| 21 marzo 1971 26ª giornata | Arezzo | 4 – 1 | Casertana |  |

| 28 marzo 1971 27ª giornata | Monza | 1 – 1 | Arezzo |  |

| 4 aprile 1971 28ª giornata | Arezzo | 2 – 0 | Ternana |  |

| 11 aprile 1971 29ª giornata | Livorno | 1 – 0 | Arezzo |  |

| 18 aprile 1971 30ª giornata | Arezzo | 1 – 1 | Taranto |  |

| 25 aprile 1971 31ª giornata | Reggina | 0 – 1 | Arezzo |  |

| 2 maggio 1971 32ª giornata | Arezzo | 1 – 0 | Novara |  |

| 9 maggio 1971 33ª giornata | Arezzo | 2 – 1 | Perugia |  |

| 16 maggio 1971 34ª giornata | Como | 2 – 2 | Arezzo |  |

| 23 maggio 1971 35ª giornata | Arezzo | 0 – 0 | Palermo |  |

| 30 maggio 1971 36ª giornata | Cesena | 1 – 0 | Arezzo |  |

| 6 giugno 1971 37ª giornata | Arezzo | 0 – 0 | Atalanta |  |

| 13 giugno 1971 38ª giornata | Pisa | 3 – 1 | Arezzo |  |

## Statistiche

### Statistiche di squadra
| Competizione | Punti | In casa | In casa | In casa | In casa | In casa | In casa | In trasferta | In trasferta | In trasferta | In trasferta | In trasferta | In trasferta | Totale | Totale | Totale | Totale | Totale | Totale | DR |
| Competizione | Punti | G       | V       | N       | P       | Gf      | Gs      | G            | V            | N            | P            | Gf           | Gs           | G      | V      | N      | P      | Gf     | Gs     | DR |
| ------------ | ----- | ------- | ------- | ------- | ------- | ------- | ------- | ------------ | ------------ | ------------ | ------------ | ------------ | ------------ | ------ | ------ | ------ | ------ | ------ | ------ | -- |
| Serie B      | 39    | 19      | 11      | 6       | 2       | 30      | 11      | 19           | 2            | 7            | 10           | 10           | 22           | 38     | 13     | 13     | 12     | 40     | 33     | +7 |
| Coppa Italia | 2     | 2       | 1       | 0       | 1       | 1       | 1       | 1            | 0            | 0            | 1            | 1            | 3            | 3      | 1      | 0      | 2      | 2      | 4      | -2 |
| Totale       |       | 21      | 12      | 6       | 3       | 31      | 12      | 20           | 2            | 7            | 11           | 11           | 25           | 41     | 14     | 13     | 14     | 42     | 37     | +5 |

### Statistiche dei giocatori
| Giocatore      | Serie B  | Serie B | Coppa Italia | Coppa Italia | Totale   | Totale |
| Giocatore      | Presenze | Reti    | Presenze     | Reti         | Presenze | Reti   |
| -------------- | -------- | ------- | ------------ | ------------ | -------- | ------ |
| G.B. Benvenuto | 26       | 14      | ?            | ?            | 26+      | 14+    |
| G. Bertarelli  | 1        | 0       | ?            | ?            | 1+       | 0+     |
| P. Camozzi     | 35       | 4       | ?            | ?            | 35+      | 4+     |
| G. Candussi    | 2        | -2      | ?            | ?            | 2+       | -2+    |
| G. Cominato    | 18       | 2       | ?            | ?            | 18+      | 2+     |
| V. Damiano     | 6        | 0       | ?            | ?            | 6+       | 0+     |
| F. Giorgini    | 3        | 0       | ?            | ?            | 3+       | 0+     |
| L. Farina      | 33       | 2       | ?            | ?            | 33+      | 2+     |
| G. Galuppi     | 30       | 7       | ?            | ?            | 30+      | 7+     |
| F. Graziani    | 2        | 0       | ?            | ?            | 2+       | 0+     |
| G. Incerti     | 31       | 6       | ?            | ?            | 31+      | 6+     |
| R. Micelli     | 9        | 0       | ?            | ?            | 9+       | 0+     |
| G. Montenegro  | 5        | 1       | ?            | ?            | 5+       | 1+     |
| A. Nardin      | 36       | -31     | ?            | ?            | 36+      | -31+   |
| S. Orlandi     | 16       | 0       | ?            | ?            | 16+      | 0+     |
| E. Parolini    | 36       | 0       | ?            | ?            | 36+      | 0+     |
| E. Perego      | 10       | 1       | ?            | ?            | 10+      | 1+     |
| D. Pupo        | 36       | 1       | ?            | ?            | 36+      | 1+     |
| R. Quadalti    | 4        | 0       | ?            | ?            | 4+       | 0+     |
| L. Tonani      | 37       | 0       | ?            | ?            | 37+      | 0+     |
| B. Vergani     | 36       | 0       | ?            | ?            | 36+      | 0+     |
| S. Vezzoso     | 32       | 1       | ?            | ?            | 32+      | 1+     |